# 내리교회

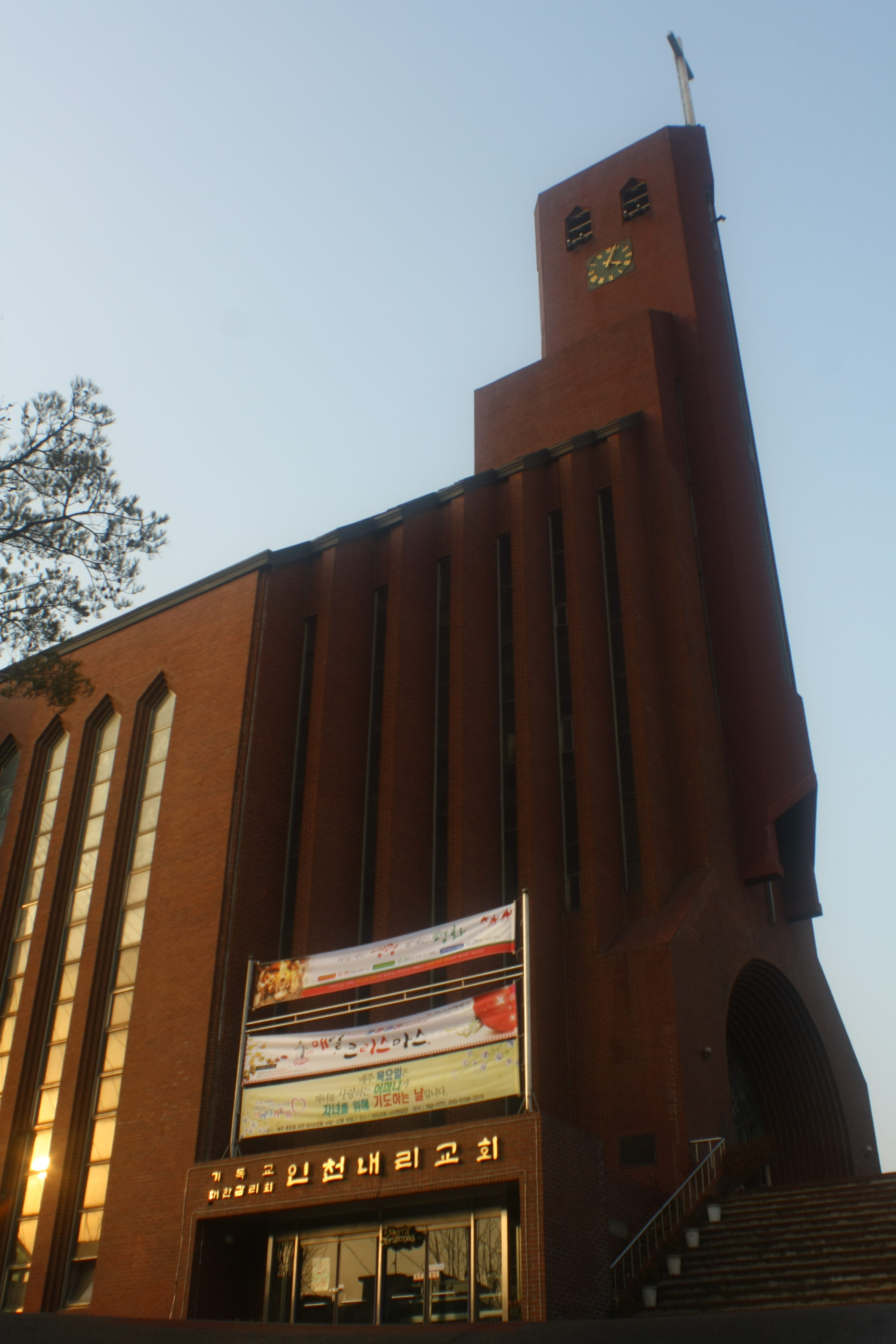
내리교회

내리교회(內里敎會)는 대한민국의 감리회 교회이다. 인천 중구 내동에 있다.

## 역사
한국 처음의 개신교 교회 중 하나이기 때문에 신자들은 "한국의 어머니교회"라고도 부른다. 한국 최초의 초등학교로 꼽히는 영화학교를 설립하는 등 여러 부문에서 "한국 최초"의 기록들을 갖고 있다. 지금도 한국 개신교의 첫 발상지라는 선전물을 게시한다. 내리교회는 개항기부터 교육과 선교를 병행하여 개화기 한국에 신문물을 들여오는 데 일조했다.
옛 교회를 허물고 1901년 12월에 벽돌로 십자형의 새 건물을 지었다가, 1955년에 그 건물을 허물고 다시 짓기 시작하여 1958년 12월 22일에 신축봉헌 후, 한번의 개축 후 현재 모습의 선교100주년 기념예배당을 완성했다.
현재는 선교 100주년 기념 예배당과 2011년 신축한 아펜젤러 비전센터, 2013년 신축한 십자가형 웨슬리 예배당으로 총 3개의 건물을 사용하고 있다. 교회사를 자세히 기록하여 초기 개신교 역사를 연구함에 도움을 주고 있다.
1999년에는 사회복지기관 내리요양원을 설립하여 무의탁 노인들을 돕고 있다.
인근에 성공회 교회인 성공회 내동성당이 있다. 내동교회가 언덕에 있기 때문에, 윗 방향에 있고, 내리교회가 아랫쪽에 있어서 내리교회를 보면 뒤편에 내동교회가 보인다.

## 연혁
- 1885년 : 7월29일 교회 설립. 아펜젤러 선교사에 의해 내리교회 시작
- 1891년 : 화이트채플 건축(아펜젤러 선교사의 한국감리교회 최초예배당) 초기 제물포웨슬리예배당
- 1892년 : 존스 선교사부부 영화학교 설립 (한국 최초의 초등학교)
- 1893년 : 존스 선교사 한국최초 신학반 시작(opening a theology department there<Chemulpo> in 1893)
- 1893년 : 여선교회 조직 (한국 최초)
- 1894년 : 여성전용예배당 건축(한국인 최초의 자비량 건축 교회당)
- 1897년 : Ninde엡웟청년회 조직 (한국 최초의 개신교회 청년회)
- 1899년 : 우각리 신학회 개강 (한국 최초의 신학회)
- 1900년 : 신학월보(The Biblical and Church Monthly,한국최초 신학교 교재)발행
- 1961년 : 내리유치원 설립
- 1999년 : 내리요양원 개원
- 2009년 : 내리유치원 휴원
- 2011년 : 아펜젤러 비전센터 신축
- 2013년 : 십자가형 웨슬리 예배당 신축

## 건물
선교 100주년 기념 예배당과 아펜젤러 비전센터, 십자가형(形) 웨슬리 예배당을 사용하고 있다. 3개의 건물이 거의 붙어있어 성도들이 여러 용도로 사용하기 용이하다.
선교 100주년 기념 예배당에서 주일 예배와 수요 예배, 금요 철야 예배, 새벽 기도회등 대부분의 예배를 진행하고 있고, 십자가형 웨슬리 예배당에서 주일 청년 예배를 진행하고 있다.  아펜젤러 비전센터는 지하를 포함해 총 9층의 규모를 가지고 있으며, 이름과 걸맞게 교회학교의 예배와 청년회 모임에 사용되고 있다. 아펜젤러 비전센터의 비전홀은 외부 행사를 받아 사용하기도 한다.

## 교통
- 경인선 동인천역 : 수도권 전철 1호선

## 사진

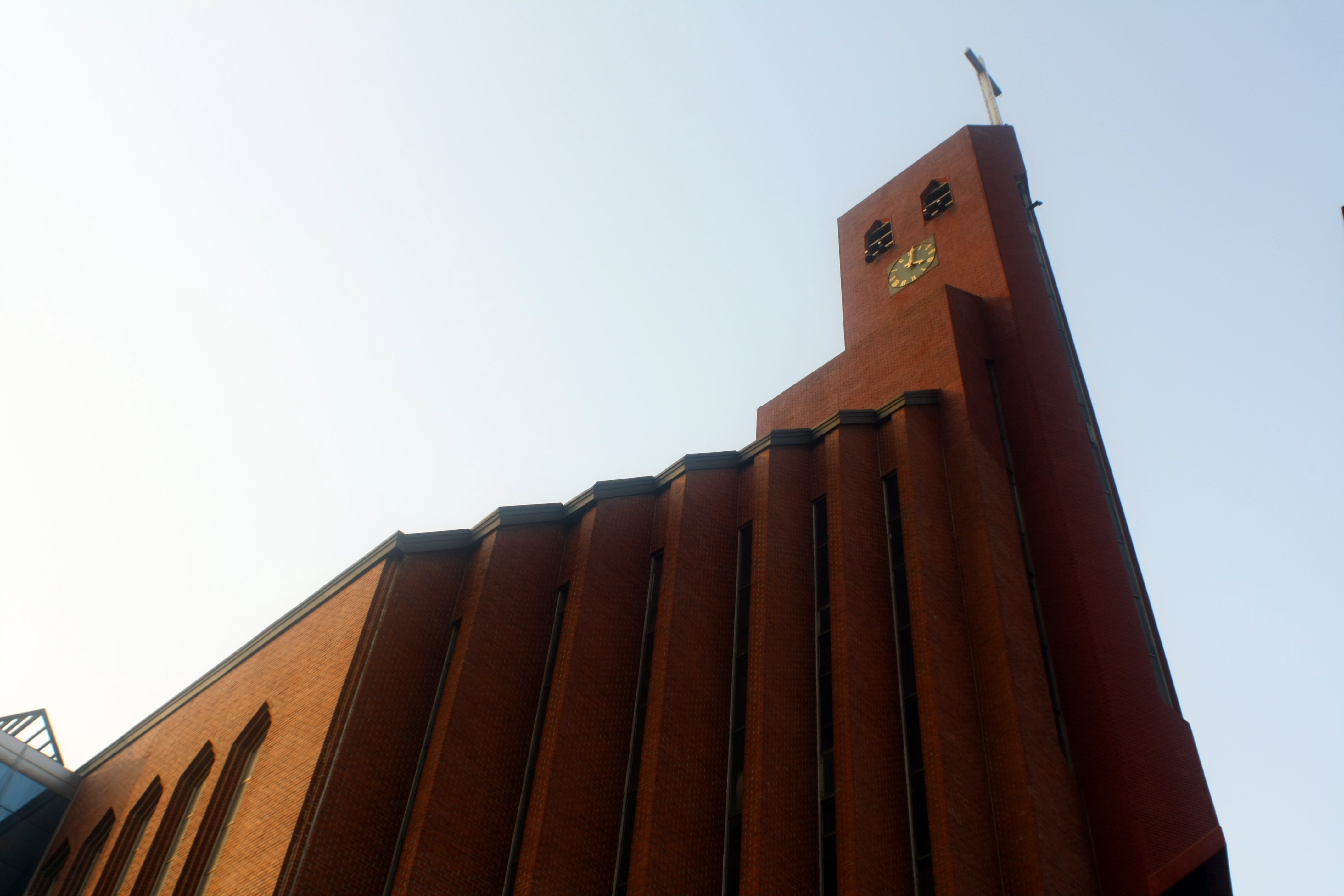
전경
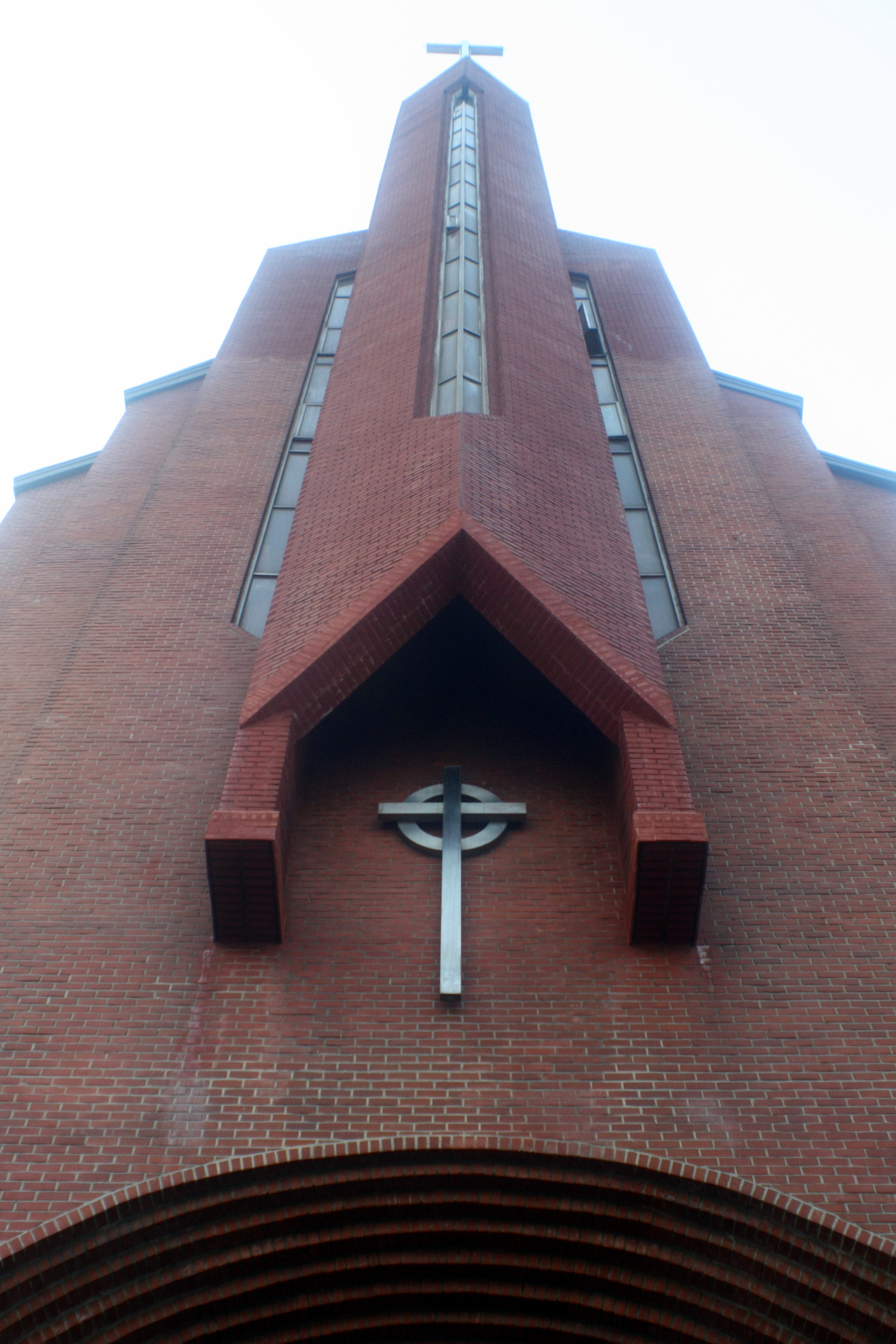
교회 정면에서 올려다 본 모습

## 같이 보기
- 성공회 내동성당
- 헨리 아펜젤러
- 영화초등학교
- 정동제일교회
- 새문안교회
- 답동성당
- 소래교회